# Gilbert (Gévaudan)

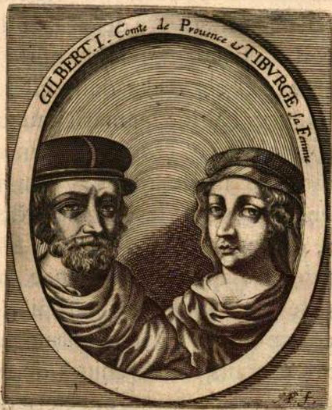
Gilbert I. von Gévaudan (links), 1655

Gilbert von Gévaudan (auch Gilbert Milhaud genannt) (* um 1055; † 1107) war Graf von Gévaudan, Vizegraf von Carlat und Graf von Arles (Haus Provence). 
Er ist der Sohn des Vicomte Berenger de Rodes und der Adele de Carlat.
Er heiratete Gerberga von Provence († 1112/1118).
Ihre Tochter Douce, auch Dulce Aldonza Milhaud genannt, heiratete Raimund Berengar III. von Barcelona.
| Personendaten    | Personendaten                                             |
| ---------------- | --------------------------------------------------------- |
| NAME             | Gilbert                                                   |
| ALTERNATIVNAMEN  | Gilbert Milhaud                                           |
| KURZBESCHREIBUNG | Graf von Gévaudan, Vizegraf von Carlat und Graf von Arles |
| GEBURTSDATUM     | um 1055                                                   |
| STERBEDATUM      | 1107                                                      |